# Samuel Pepys
Samuel Pepys (|ˈpiːps|) (n. 23 februarie 1633, Londra – d. 26 mai 1703, Clapham lângă Londra) a fost secretar și  președinte în Marina regală britanică (Royal Society), membru în camera deputaților din Anglia, fost autor de romane și cronicar din perioada domniei regelui Carol al II-lea al Angliei.

## Biografie
Pepys s-a născut în perioada în care a escaladat conflictul dintre parlamentul englez și casa Stuart, o perioadă când burghezia a început de a-și revendica drepturile în societate. În 1695 a fost numit în biroul Ministerului de Finanțe. El a fost un adept al lui Oliver Cromwell, cu unele rețineri și discrepanțe cauzată de educația protestantă și originea sa nobilă. Această atitudine șovăielnică este oglindită și în unele romane ale sale.

## Opere în engleză
- Memoirs of Samuel Pepys, Esq. F.R.S. Secretary to the Admiralty in the Reigns of Charles II. And James II. Comprising His Diary from 1659 to 1669, Deciphered By the Rev. John Smith, A.B. From the Original Shorthand Ms.. – London : Simpkin, Marshall, Hamilton, Kent & Co., [1825]; 2 volume (ediție în formă prescurtată; de Richard Griffin-Neville, Lord Braybrooke)
- The Diary of Samuel Pepys. – Cambridge 1893–1899 (10 volume, publicate de Henry B. Wheatley
- The Diary of Samuel Pepys : A New and Complete Transcription. – London : Bell & Hyman, 1970–1983 (11 volume, publicate de Robert Latham si William Mattews)
  - Vol. I:  Introduction and 1660.  ISBN 0-7135-1551-1
  - Vol. II:  1661. ISBN 0-7135-1552-X
  - Vol. III:  1662. ISBN 0-7135-1553-8
  - Vol. IV:  1663. ISBN 0-7135-1554-6
  - Vol. V:  1664. ISBN 0-7135-1555-4
  - Vol. VI:  1665. ISBN 0-7135-1556-2
  - Vol. VII:  1666. ISBN 0-7135-1557-0
  - Vol. VIII:  1667. ISBN 0-7135-1558-9
  - Vol. IX:  1668-9. ISBN 0-7135-1559-7
  - Vol. X:  Companion. ISBN 0-7135-1993-2
  - Vol. XI:  Index. ISBN 0-7135-1994-0
- The Shorter Pepys. – London : Bell & Hyman, 1985 ediție în formă prescurtată; de Robert Latham)